# Daniel Hollie
Danny Hollie  (nació el 3 de octubre del 1977) es un luchador profesional, trabajando actualmente en circuito independiente. Hollie es conocido por luchar en World Wrestling Entertainment desde el 2000 al 2007 y Total Nonstop Action Wrestling con los nombres de Danny Holliday, Damaja y Danny Basham.

## Carrera profesional en la lucha libre

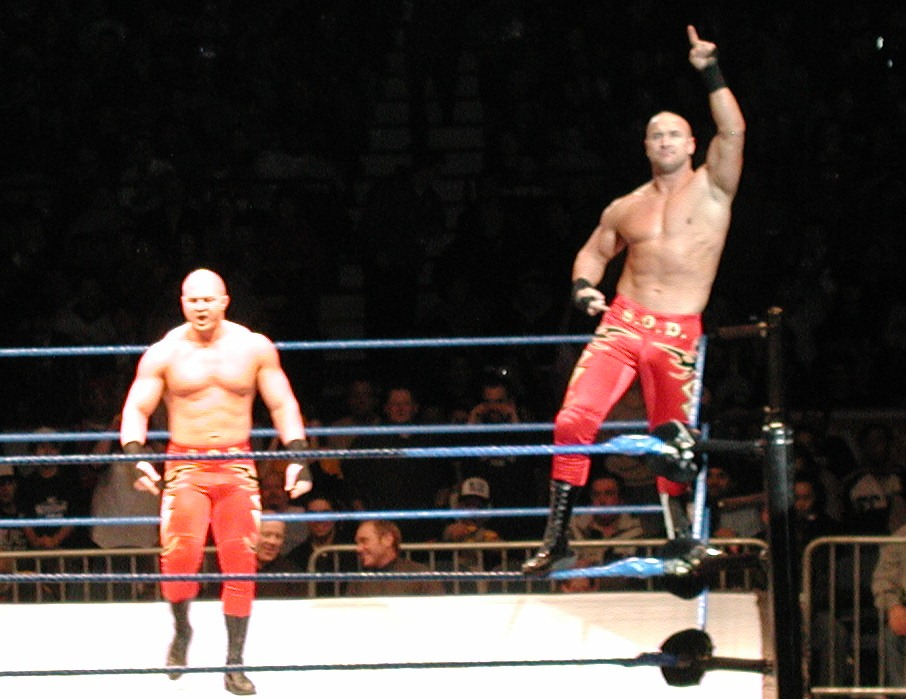
Basham Brothers en un evento en vivo de la WWE en Rosemont, IL, el 6 de enero de 2007.

### Ohio Valley Wrestling (1998–2003)
Hollie hizo su debut en la OVW con el nombre Damaja. El 6 de enero de 1999, él y David C. ganaron OVW Tag Title contra Nick Dinsmore y Rob Conway. Fue también 3 veces campeón del título OVW Champion derrotando a Dinsmore Flash Flanagan, y Nova.
En el 2000 Hollie hizo varias apariciones en WWF Jakked y Dark Matches, con el nombre de Danny Holliday. En 2003, se le dio una gestión de servicios en Tough Enough dos veces ganadora Shaniqua.

### World Wrestling Entertainment (2003–2007)
A finales del 2002 a ya casi 2003, Hollie trabajó en Dark Matches antes de irse a la WWE con el nombre que tuvo en la OVW Damaja. El 29 de mayo del 2003, Hollie se cambió el nombre a Danny Basham con su compañero Doug Basham, siendo heels, con el nombre de The Basham Brothers. The Bashams con la mánager Shaniqua. Además de ser retratado como sadomasoquista, los "hermanos" con frecuencia de conmutación de los lugares a mediados de partido, por lo que el "fresco" ha sido siempre luchador en el ring. En casi todos los casos el réferi actuado olvidar el interruptor, a pesar de sus diferentes caras y fácilmente ganó su primer WWE Tag Team Championship contra Los Guerreros el 23 de octubre en un episodio de Smackdown!, luego de que Doug cambiara con Danny y ganaran los títulos. El equipo perdió los títulos contra Rikishi y Scotty 2 Hotty. The Bashams tuvieron la revancha en No Way Out en un handicap mach donde perdieron luego de que a Shanica le hicieran la cuenta. Shanica luego se fue a la OVW.
The bashams luego fueron contratados por JBL el 25 de noviembre. Más conocidos como "Los Secretarios de Defensa". The Basham ganaron otra vez los títulos frente a Rey Mysterio y Rob Van Dam, Luther Reigns y Mark Jindrak, and Eddie Guerrero y Booker T el 13 de enero del 2005 en una eliminación de equipos. Los "Hermanos" perdieron los títulos frente a Rey Mysterio y Eddie Guerrero en No Way Out el 20 de febrero del 2005. Luego Danny empezó a pelear en Velocity junto con su compañero Doug derrotando a cualquier grupo. The Bashams regresaron a Smackdown! junto con JBL el 16 de junio, diciéndole a Layfeild que lo iban a dejar, alegando ser tratados sin respeto.
El 20 de junio del 2005, Basham fue cambiado en último momento en WWE Draft, yéndose a Raw. Esto marcó el fin de la asociación con su "hermano gemelo", que se mantuvo enSmackdown!. El 18 de junio, Basham hizo su primera aparición en Raw como un luchador de Chris Jericho leñadores mano recogidos en el Lumberjack match con John Cena y Gene Snitsky.
En agosto del 2005, Hollie luchaba en Dark Matches mientras luchaba en Raw, con su antiguo nombre Damaja el hizo su debut el 11 de septiembre en WWE Sunday Night HEAT, solo un poco más gótico y con Raven. Danny salió con nueva música, negro pintura facial, y el anillo negro atuendo consistente en botas y pantalones anchos negro con ganchos y cadenas de ellos.
Hollie pronto desapareció de la televisión a crecer el pelo , pero siguió trabajando en squash matches en virtud de este truco muy esporádicamente en la casa de muestra o en la oscuridad los partidos en los próximos meses antes de desaparecer completamente en el anillo de la competencia en 2006 antes de firmar un nuevo contrato con WWE en abril de ese año. (?)

#### Ohio Valley Wrestling and ECW brand (2006–2007)
El 18 de noviembre del 2006, Hollie regresó a la OVW, luego de que Danny Davis lo contratara, otorgándole la facultad de ordenar a mostrar cada OVW. On March 7, 2007, The Basham Brothers returned to OVW and defeated Wyatt Young and Mike Tolar in a dark match.
Hollie y Doug se reunieron en WWE's revived ECW brand en julio del 2006, luchando con unas máscaras llamándose el grupo "Security Enforcers" por el líder de la ECW, Paul Heyman. Luego fueron despedidos junto con Heyman. En cualquier caso, cuando Danny sufrió un desgarrón en el bíceps, fue sustituido por Derek Neikirk, que mantuvo su rol como segundo Enforcer enmascarado.

### Total Nonstop Action Wrestling (2007)
El 20 de abril del 2007 Damaja y Doug Basham perdiendo contra Rhino. Basham y Damaja aparecieron juntos haciendo alianza con Christy Hemme el 30 de abril en un episodio de TNA Impact!. Luego se les puso de manifiesto en el 10 de mayo Impacto!. El misterio que se enfrenta el equipo de Voodoo Kin Mafia en Sacrifice 2007 en la pelea que ganaron.

## Campeonatos y logros
- Ohio Valley Wrestling
  - OVW Heavyweight Championship (4 veces)[1]
  - OVW Southern Tag Team Championship (3 veces) – con David C (2) y con Doug Basham (1)[1]

- World Wrestling Entertainment
  - WWE Tag Team Championship (2 veces) – con Doug Basham[4][7]